# The Tempest (film 1998)
The Tempest è un film per la televisione del 1998 diretto da Jack Bender.
È un adattamento de La tempesta di Shakespeare, situato nel Bayou del Mississippi e ambientato ai tempi della Guerra civile americana.

## Trama
Anno 1851. Gideon Prosper abdica alla sua legittima posizione come sorvegliante della Prosperità, la piantagione di famiglia, lasciando l'incarico al fratello mascalzone Anthony per dedicare il suo tempo allo studio della magia e della stregoneria. Quando Gideon scopre che Anthony maltratta i loro schiavi, usa la magia per salvare la vita di Ariel, un giovane schiavo la cui madre ha insegnato a Prosper l'arte della magia. Anthony accusa falsamente Gideon di aver liberato Ariel, ma Gideon, che sta per essere giustiziato, riesce a fuggire nelle paludi con la sua giovane figlia, Miranda, grazie all'aiuto di un vecchio amico di famiglia, Gonzo.
Circa 12 anni più tardi, alla vigilia della battaglia di Vicksburg, Prosper e la figlia sedicenne Miranda vivono felicemente nel Bayou insieme ad Ariel, che Prosper controlla tramite un incantesimo che trasforma Ariel in un uccello. Quando un giovane ufficiale dell'Unione, Frederick, viene ferito dai ribelli durante una missione di esplorazione e salvato da Miranda, l'armonioso rifugio di Prosper viene messo in pericolo. Frederick e Miranda s'innamorano e, poiché Prosper disapprova questo amore, Miranda sceglie di lasciare suo padre, guidando Frederick verso il suo reggimento attraverso la palude.
Nel frattempo, Anthony e Gonzo, coinvolti in un complotto per condurre i soldati dell'Unione in un agguato a Vicksburg, scoprono che Prosper è vivo. Ariel vuole che Prosper annulli l'incantesimo e gli conceda la libertà in modo che lui possa aiutare le truppe dell'Unione. Nonostante il tentativo di Prosper di sfuggire al mondo reale, ora deve usare la sua magia più potente per proteggere la figlia, non solo da Frederick, ma anche dall'ignobile abitante della palude: Gator Man. Prosper deve affrontare il fratello omicida e aiutare il Nord a sconfiggere il Sud. Ma la sua sfida più difficile è quella di dare a coloro di cui si preoccupa, Miranda e Ariel, la libertà di fare le proprie scelte ed errori.